# Gemeinde Beltinci
Die Gemeinde Beltinci (deutsch: Altfellsdorf) ist eine kleine Gemeinde im nordöstlichen Teil Sloweniens – rund 50 km östlich der Stadt Maribor (Marburg an der Drau) und in unmittelbarer Nähe der Grenzen zu Ungarn im Osten und Kroatien im Süden.
Die Gemeinde gehört zur historischen Landschaft Prekmurje, Region Pomurska. Verwaltungssitz ist die namensgebende Ortschaft Beltinci.

## Ortschaften
- Beltinci
- Bratonci
- Dokležovje
- Gančani
- Ižakovci
- Lipa
- Lipovci
- Melinci

## Nachbargemeinden
| Murska Sobota         | Moravske Toplice                            | Turnišče |
| Murska Sobota, Veržej | Kompassrose, die auf Nachbargemeinden zeigt | Turnišče |
| Ljutomer              | Ljutomer, Črenšovci                         | Odranci  |

## Sehenswürdigkeiten

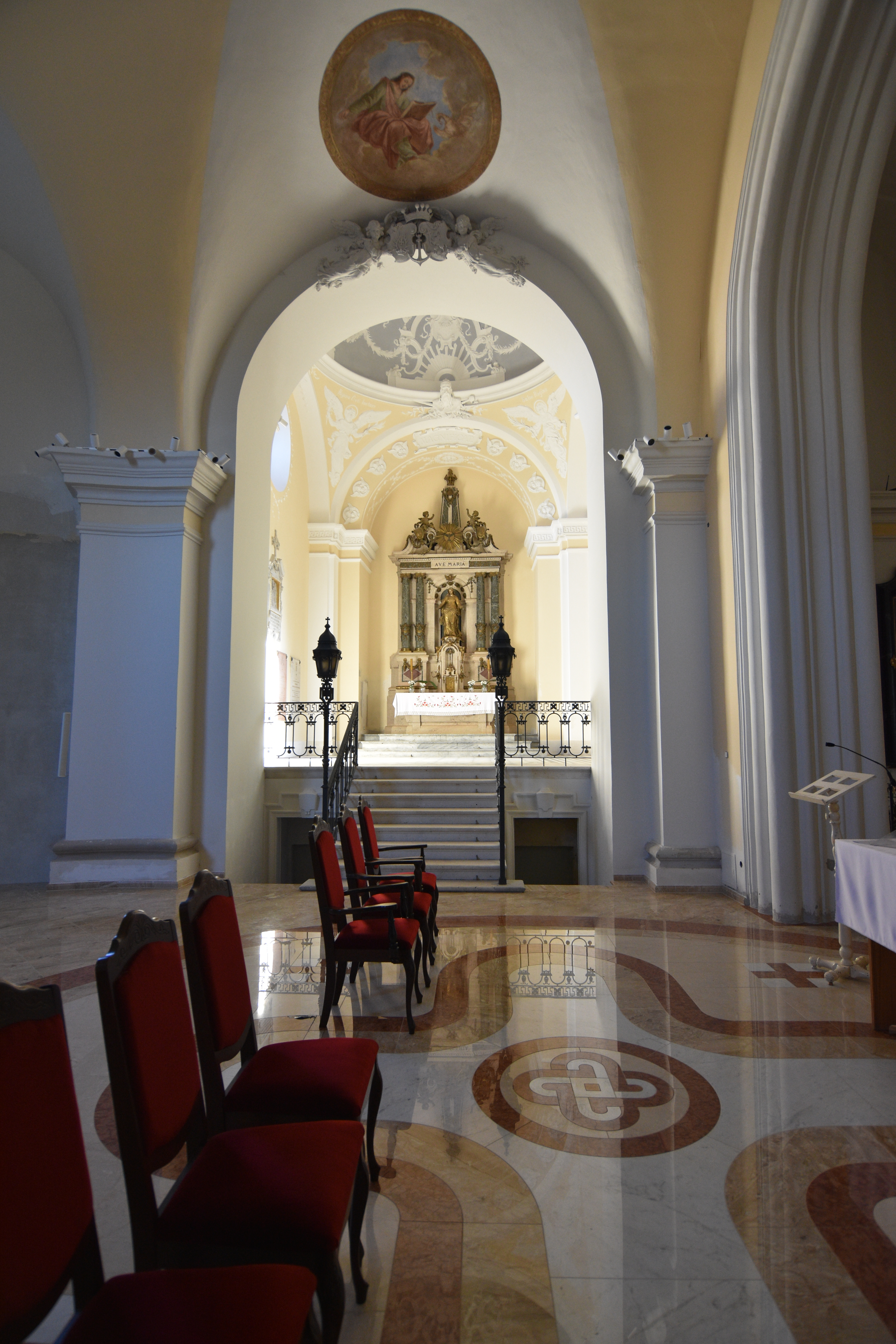
Kirche St. Ladislaus

- Kirche St. Ladislaus